# Olivina
L'olivina è un minerale appartenente ai nesosilicati.
È una miscela isomorfa di forsterite (estremo magnesifero) Mg2SiO4 e fayalite (estremo ferrifero) Fe2SiO4. Questi ultimi sono rari in natura. Poiché è un termine intermedio di una serie, non è considerato una specie valida dall'IMA, ma va considerata come nome della serie.
Le olivine possono contenere manganese in sostituzione di ferro e magnesio. La sostituzione totale tra Mn e il Fe nella fayalite genera la tefroite (Mn2SiO4) e i termini intermedi della serie sono chiamati knebelite (Mn,Fe)2SiO4 (non riconosciuto dall'IMA); piccole quantità di zinco possono sostituirsi a (Fe,Mn) formando roepperite (non riconosciuto dall'IMA) mentre se si sostituisce il calcio si forma glauchocroite (CaMnSiO4). Un'altra serie relativamente rara delle olivine è quella tra monticellite (CaMgSiO4) e kirschteinite (CaFeSiO4).
Campioni trasparenti di olivina vengono tagliati e lavorati con ottimi risultati.

## Sinonimi
Il nome deriva dal colore verde oliva tipico di questo minerale. Viene usato come sinonimo il termine crisolito (quando la pietra appare trasparente), mentre peridoto è un termine datato che indica una varietà trasparente, in particolare una gemma, del minerale.

## Struttura cristallina

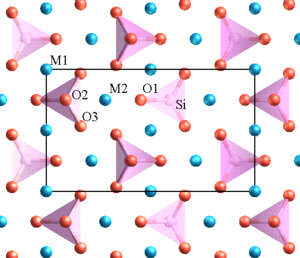
Struttura dell'olivina

La struttura dell'olivina è caratterizzata da tetraedri isolati di SiO4 collegati da cationi interstiziali in coordinazione ottaedrica. Esistono due siti di coordinazione, uno regolare (M2) e uno irregolare (M1). Per quanto riguarda la serie dell'olivina gli ioni occupano i due siti senza mostrare preferenze. Nella monticellite, al contrario, il calcio va ad occupare il sito M2 e il magnesio il sito M1.
Nella serie forsterite-fayalite con l'aumentare della proporzione di ferro il peso specifico aumenta mentre la durezza diminuisce; questo spiega l'intervallo di valori della durezza e della densità riportati in tabella.

## Abito cristallino
Si presenta soprattutto in forma granulare e massiva e, molto raramente, sotto forma di cristalli euedrali ad abito prismatico.
La sfaldatura è difficile e ciò riflette la struttura cristallina del minerale, in cui i tetraedri di SiO4 non formano né piani né catene, essendo indipendenti l'uno dall'altro.

## Proprietà ottiche

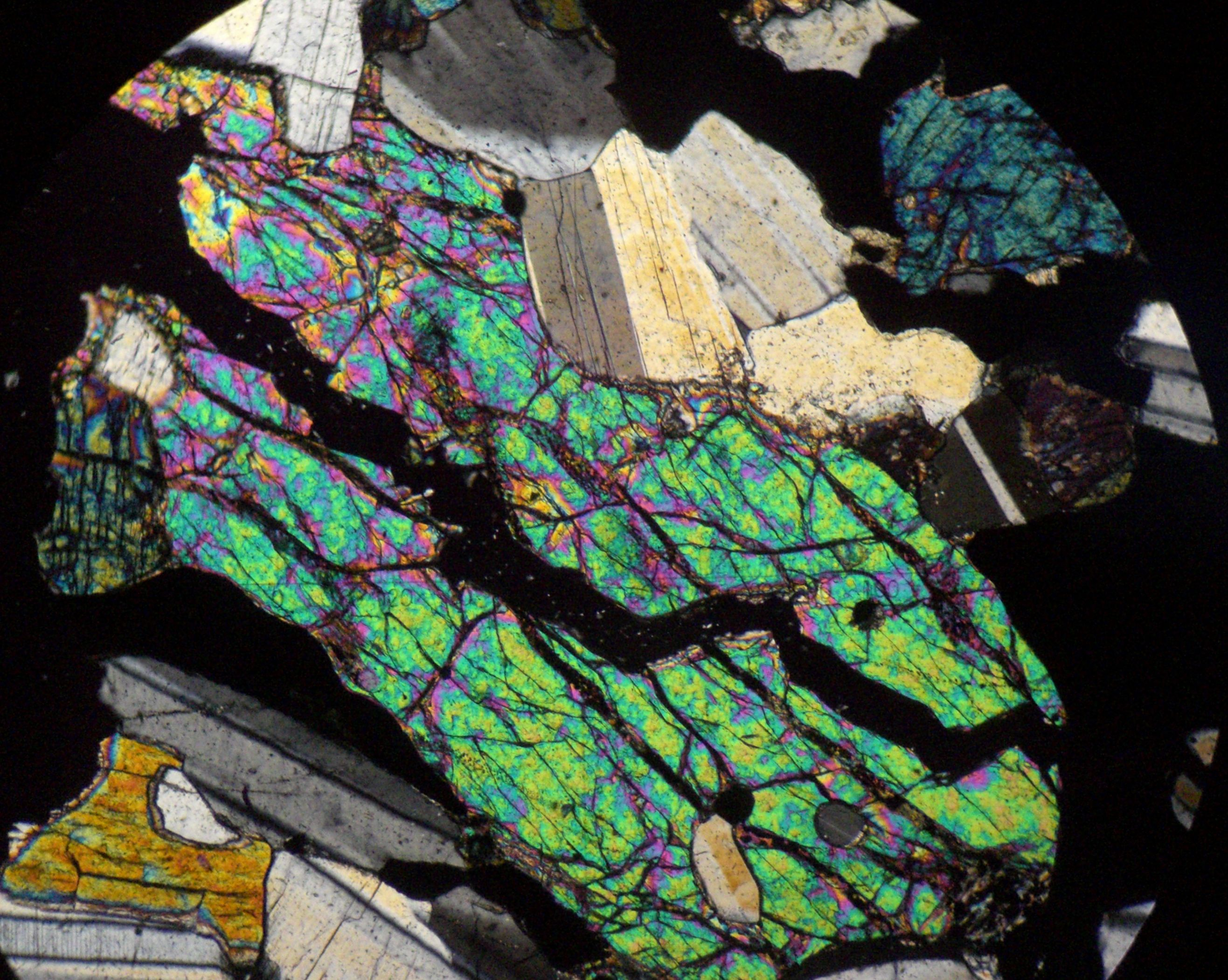
Particolare di granulo di olivina in un gabbro (roccia ignea). Fotomicrografia con polarizzatori incrociati.

In sezione sottile (30 µm) usando un microscopio da petrografia con solo polarizzatore inserito il minerale è incolore o verde pallido e quando è ricco in ferro può essere giallastro; si può inoltre osservare pleocroismo, nella fattispecie dicroismo, con una variazione di tonalità da giallo-verdastro a giallo-aranciato a incolore. Presenta un alto rilievo e il segno ottico è di tipo biassico negativo (fayalite) o positivo (forsterite). Nell'olivina si osserva estinzione parallela.
Quando si passa ad una osservazione a nicol incrociati (con sia polarizzatore che analizzatore inseriti) si osservano colori di interferenza di secondo ordine.

## Origine e giacitura
Le olivine sono costituenti fondamentali di molte rocce, soprattutto di quelle magmatiche ultramafiche e mafiche (povere di silice), sia intrusive (p.es. peridotiti, gabbri) che effusive (p.es. komatiiti, basalti). Le olivine rappresentano il primo minerale a cristallizzare da un fuso originato dalla fusione parziale del mantello terrestre (fuso primario).
L'olivina può essere anche un prodotto del metamorfismo di rocce metamorfiche ultrabasiche (p.es. serpentiniti) e di rocce sedimentarie come calcari impuri e dolomie. Alcune delle reazioni metamorfiche che possono produrre olivina sono:
- nei calcari: {\displaystyle {\ce {2CaMg(CO3)2 + SiO2 -> Mg2SiO4 + 2CaCO3 + 2CO2}}}
- nelle serpentiniti: {\displaystyle {\ce {2Mg(OH)2 + Mg6Si4O10(OH)8 <=> 4Mg2SiO4 + 6H2O}}}
Si possono ottenere pirosseni dalle olivine secondo la reazione:
{\displaystyle {\ce {Mg2SiO4 + SiO2 -> 2MgSiO3}}} (enstatite)
L'olivina, in presenza di acqua, può alterare per meteorizzazione in iddingsite, una miscela di vari minerali dell'argilla ed ossidi di ferro, o in serpentino (a temperature inferiori a 400 °C).

## Luoghi di ritrovamento
La varietà gemma dell'olivina può essere trovata in Birmania, mentre in Arizona e Nuovo Messico si ritrova in forma di granuli arrotondati in associazione con pirosseni nelle ghiaie superficiali. Gli esemplari migliori si possono ritrovare nell'isola di Zabargad nel Mar Rosso. In Europa, la principale fonte di olivina è la Norvegia e circa il 50% di essa in circolo per uso industriale nel mondo proviene da questo Paese. Presente ampiamente nelle lave dell'Etna e sull'isola di Lanzarote.
L'olivina è rinvenibile anche nelle areoliti (meteoriti costituite in prevalenza di silicati) e sideroliti sotto forma di granuli vetrosi.

## Alcuni impieghi
Le olivine fondono a temperature molto elevate e vengono quindi usate come costituenti di materiali refrattari ed abrasivi, in apparecchi elettronici ad alta frequenza, per la costruzione di pellicole sottili, ceramiche, leghe e collanti per alte temperature. Il peridoto, invece, viene classificato come pietra semi-preziosa e impiegato in gioielleria. La sabbia di olivina, opportunamente miscelata con silicati e catalizzatori, è ottima in fonderia proprio per la sua refrattarietà e stabilità alle alte temperature.
In Finlandia, l'olivina viene anche commercializzata per essere utilizzata nelle stufe sauna; essa, infatti, si presta bene a questo utilizzo per via di alcune sue caratteristiche, prima fra tutte la sua buona resistenza alla meteorizzazione, cui sarebbe altrimenti soggetta per via dei ripetuti cicli di riscaldamento-raffreddamento della sauna.